# 3+2

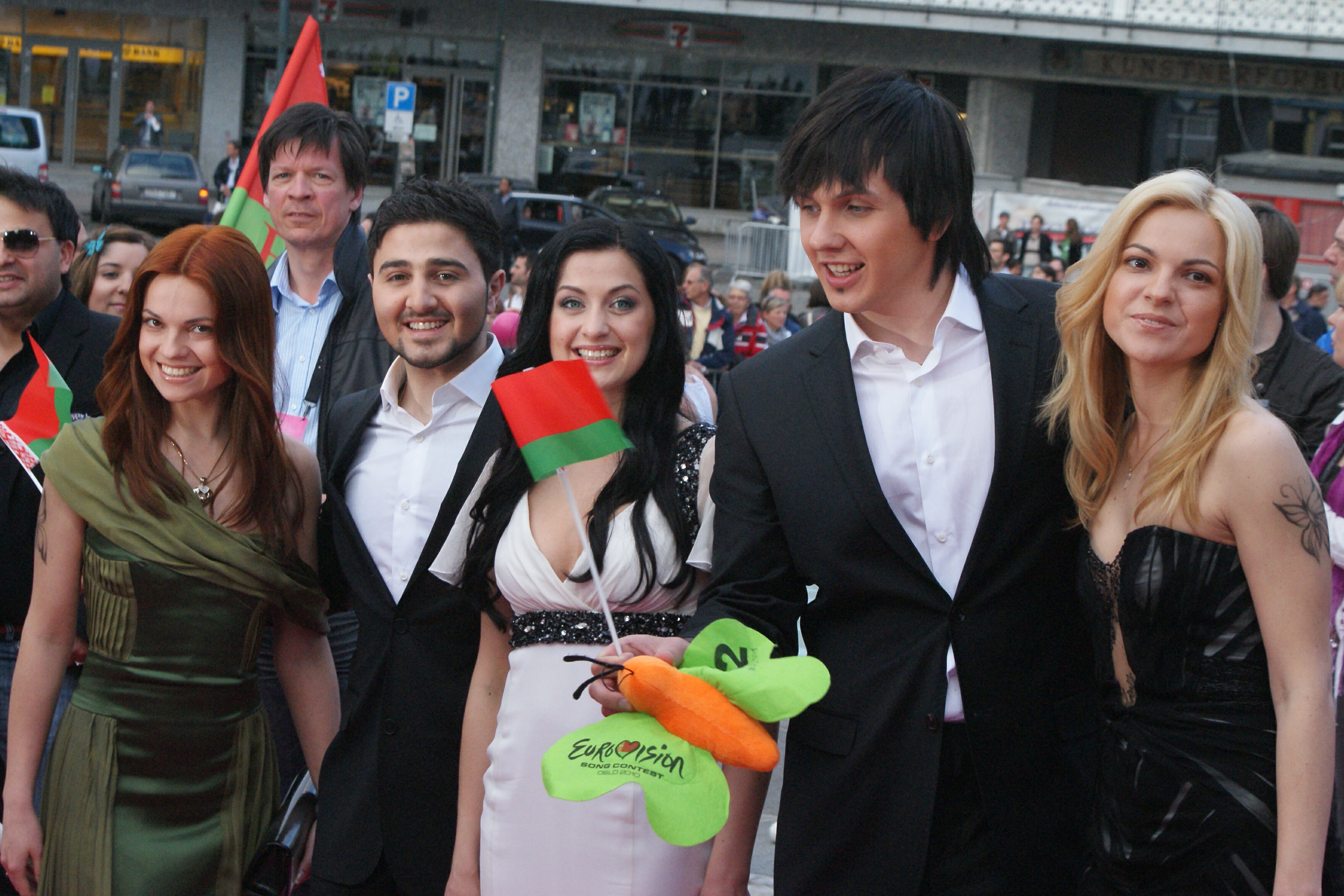
Belarusian band 3+2 before entering the Oslo City hall for the Eurovision 2010 Welcome Party on Monday 24th of May 2010. From left to right [1]: Ninel Karpovich (Нинель Карпович), Egiazar Farashan (Егиазар Фарашян), Yuliya Shishko (Юлия Шишко), Artem Mikhalenko (Артем Михаленко), Alena Karpovich (Алена Карпович)

3+2 é um grupo da Bielorrússia. Representou o seu país, a Bielorrússia, no Festival Eurovisão da Canção 2010, em Oslo, Noruega, com a música Far away, cantada exclusivamente em inglês.

## Formação
A banda foi formada pelo canal de televisão bielorrusso ONT e pelo projeto "New Voices of Belarus" em 2009.

## Ver Também
- 2 + 2 = 5